# Хайкин, Валерий Леонидович
Вале́рий Леони́дович Ха́йкин (19 февраля 1958, Москва — 7 сентября 2024) — доктор психологических наук, профессор, член-корреспондент РАО. Советник Министра образования и науки Российской Федерации.

## Биография
- Родился 19 февраля 1958 года в Москве.
- В 1983 году окончил Второй Московский ордена Ленина государственный медицинский институт им.Н.И. Пирогова по специальности лечебное дело, квалификация врач-лечебник, сертификат по психиатрии.
- После окончания Института (1983—1992 годы) работал врачом-психиатром, врачом-суицидологом в районных психоневрологических диспансерах Москвы, Московском НИИ психиатрии Минздрава СССР.
- В 1990 году по инициативе В. Л. Хайкина был создан Московский центр социально-психологической поддержки детей и подростков.
- В 1992 году создал страховое акционерное общество «ЖИВА», где был президентом вплоть до 2009 года.
- В 2001 году Высшей аттестационной комиссией Министерства образования и науки Российской Федерации присвоена ученая степень доктор психологических наук. Тема диссертации: «Феномен активности в развитии личности». В 2005 году ему так же присвоено учёное звание профессор.
- С 2002 по 2006 год занимал должность председателя комитета по развитию биологической и медицинской промышленности Торгово-промышленной палаты РФ.
- С 2006 по 2007 год работал в Российском государственном медицинском университете Федерального агентства по здравоохранению и социальному развитию, заведующим кафедрой «Организация и управление биомедицинским и биотехнологическим производством».
- В 2008 году прошёл профессорскую переподготовку по специальности «Организация здравоохранения и общего здоровья» в ГОУ ДПО «Всероссийская Медицинская Академия последипломного образования Федерального агентства по здравоохранению и социальному развитию».
- В период с 2008 по 2011 год являлся:
  - сопредседателем экспертного совета по социальным программам при полномочном представителе Президента РФ в Приволжском федеральном округе;
  - директором инновационного научно-образовательного центра управления и логистики в медицине и охране здоровья;
  - заведующим кафедрой права, управления, экономики и логистики в социальной сфере Российского государственного медицинского университета (ГОУ ВПО РГМУ Росздрава).
- В 2010 году стал председателем экспертного Совета АНО «Центр социальных исследований и инноваций».
- В 2011 году избран членом-корреспондентом Российской академии образования, отделение психологии и возрастной физиологии.
- C 2011 года занимал должность директора научно-образовательного центра управления, экономики и логистики в социальной сфере НИТУ «МИСиС».
- В 2012 году назначен советником Министра образования и науки Российской Федерации.
- С 2014 года являлся научным руководителем Центра социально-правовой антропологии ФГБОУ ВПО "Московский государственный юридический университет имени О. Е. Кутафина (МГЮА).

Умер 7 сентября 2024 года в возрасте 66 лет.

## Научная деятельность, участие в работе государственных органов управления
- Советник Министра образования и науки Российской Федерации.
- Министерство образования и науки Российской Федерации:
  - член межведомственного Совета по дополнительному образованию и воспитанию детей;
  - соруководитель рабочей группы по разработке Концепции развития дополнительного образования детей, подростков и молодёжи;
  - член рабочей группы по доработке федерального государственного стандарта дошкольного образования.
- Инициатор и руководитель ежегодного Межрегионального образовательного форума «Позиция современника: прошлое, настоящее, будущее».
- Руководитель постоянно действующего семинара «Основы антропологического знания» ФГБОУ ВПО "Московский государственный юридический университет имени О. Е. Кутафина (МГЮА).
- Научное руководство:
  - Инновационным, научно-образовательным центром управления и логистики в медицине и охране здоровья;
  - Кафедрой права, управления, экономики и логистики в социальной сфере Российского государственного медицинского университета (ГОУ ВПО РГМУ Росздрава);
  - Научно-образовательным центром управления, экономики и логистики в социальной сфере НИТУ «МИСиС»;
  - Центром социально-правовой антропологии ФГБОУ ВПО "Московский государственный юридический университет имени О. Е. Кутафина (МГЮА).

## Основные работы
Автор более 50 научных трудов и публикаций по психологии, проблемам образования и управления, основные из которых приведены в этом разделе.
Сфера научных интересов: психология, педагогика, социально-правовая антропология, модернизация системы образования, частно-государственное партнерство в социальной сфере.
— Хайкин В.Л. Активность (характеристики и развитие) // Учебно-методическое пособие (Библиотека психолога). — Воронеж: МПСИ : Модек, 2000. — 448 с.;
— Хайкин В.Л., Григорьев Д. В. Детско-взрослая созидающая общность как институт воспитания // Психологическая наука и образование. — 2014. № 2. — C.75-80.;
— Хайкин В.Л., Григорьев Д. В. Социализация детей и семей в территориальном образовательном комплексе // Психологическая наука и образование. — 2014. Т.6 № 2. — C.68-74.;
— Хайкин В.Л., Григорьев Д. В. Жизнь как успех //  «Учительская газета» — «УГ Москва». — № 37 от 9 сентября 2014.;
— Хайкин В.Л. Базовые позиции развития дополнительного образования в России: психологический ракурс //  Психологическая наука и образование. — Т.19, № 4, 2014..— С.92-100.;
— Хайкин В.Л. Эффективное управление дошкольными образовательными организациями как важный составной элемент педагогического процесса //  Психологическая наука и образование. — № 4, 2013.. — С. 103—106.;
— Хайкин В.Л., Григорьев Д. В. Педагогика как практика порождения и воспитания ответственности //  Народное образование. — № 1, 2013.. — С.201—204. при Институте системных исследований и координации социальных процессов, М., 2013.;
— Хайкин В.Л. Воспитание сопричастности прошлому, настоящему и будущему России: инновационные технологии и практики // Материалы  Первого Межрегионального образовательного форума «Позиция современника: прошлое, настоящее, будущее». — 20-22 ноября 2013..;
— Хайкин В.Л. Проблемы эффективного управления ДОО // Доклад на международной конференции «Дошкольное детство: доступность и качество образования». — 14-15 мая 2013..;
— Хайкин В.Л. и др. Создание системы страхования ответственности образовательных учреждений как механизма защиты потребителей образовательных услуг // Методическое пособие. — Министерство образования и науки Российской Федерации, Федеральная служба по надзору в сфере образования и науки, Центр социальных исследований и инноваций: АНО «Центр социальных исследований и инноваций», 2010. — 312 с.;
— Хайкин В.Л. и др. Руководство по масштабному внедрению частно-государственного партнерства в образовании. — Москва: МАКС Пресс, 2010.;
— Хайкин В.Л. и др. Механизмы страховой защиты образовательных организаций (учреждений) // Сборник методических материалов. — Москва: АНО «Центр социальных исследований и инноваций», 2007. — 432 с.;
— Хайкин В.Л. Сам себе режиссёр // Российская газета. — 15 февраля, 2005..;
— Хайкин В.Л. Национальная лекарственная политика в Российской Федерации. Проблемы и перспективы развития // Доклад на конференции «Фармацевтические рынки в России, СНГ и странах Балтии». — Берлин, 5-6 февраля, 2004..;
— Хайкин В.Л. Место под солнцем и место на рынке //  Российская газета. — 2002.;
— Хайкин В.Л. Феномен активности в развитии личности: Диссертация доктора психологических наук В.Л. Хайкина. — Москва, 2001. — 389 с.;
— Хайкин В.Л. Психологический стресс как специфическая форма реализации активности. — Москва: МПСИ, 2000.;
— Хайкин В.Л. Активность в структуре поведения индивида // «Мир психологии». — № 1, 2000.. — С.242-250.;
— Хайкин В.Л. Активное отношение и ориентационная активность в структуре активности // «Мир психологии». — № 2, 2000.. — С.223-228.;
— Хайкин В.Л. Активность как феномен культуры // «Мир психологии». — № 3, 2000.. — С.261-266.;
— Хайкин В.Л. Проблемы социального инфантилизма. — Москва: МПСИ, 1999.;
— Хайкин В.Л. Возможности, пути, средства преодоления инфантилизма у лиц разного возраста и разных социальных групп. — Москва: МПСИ, 1999.;
— Хайкин В.Л. Осуществление активности в неадаптивном варианте. — Москва: МПСИ, 1999.;
— Хайкин В.Л. Психологические механизмы развития и психологические последствия инфантилизма в зрелом возрасте. — Москва: МПСИ, 1999.;
— Хайкин В.Л. Специфика человеческой активности. — Москва: МПСИ, 1999.;
— Хайкин В.Л. К вопросу о методах исследования социального инфантилизма. — Москва: МПСИ, 1999.;
— Хайкин В.Л. Сущностные характеристики активности. — Москва: МПСИ, 1999.;
— Хайкин В.Л. Шансы на успех не у всех равные // Сборник «От истоков до наших дней». — Москва, 1999.;
— Хайкин В.Л. Психология проявления и возможности коррекции инфантилизма как личностного феномена. — Москва: МПСИ, 1998.;
— Хайкин В.Л. Инфантилизм как причина и как следствие развития химической зависимости. — Москва: МПСИ, 1998.;
— Хайкин В.Л. Формы, виды, типы активности. — Москва: МПСИ, 1998.;
— Хайкин В.Л. Психокультурная специфика человеческой активности. — Москва: МПСИ, 1998.;
— Хайкин В.Л. Исследование активности в сфере психологических знаний. — Москва: Институт практической психологии, 1997.;
— Хайкин В.Л. Взаимосвязь деятельности и активности. — Москва: Институт практической психологии, 1997.;
— Хайкин В.Л. Социальная зрелость и социальный инфантилизм. — Москва: Институт практической психологии, 1997.;
— Хайкин В.Л. Социальный инфантилизм как признак патологии личностного развития. — Москва: Институт практической психологии, 1996.;
— Хайкин В.Л. Соотношение активности и готовности. — Москва: Институт практической психологии, 1996.;
— Хайкин В.Л. Моменты, обеспечивающие активность человека. — Москва: Институт практической психологии, 1996.;
— Хайкин В.Л. Взаимодействие активности и ответственности. — Москва: Институт практической психологии, 1995.;
— Хайкин В.Л. О задачах создания московского центра социально-психологической поддержки детей и подростков // Журнал «Вопросы психологии». — Институт практической психологии, № 3, 1990.. — С.85 — 94.;